# Croix militaire pour le service (Italie)
La croix militaire pour le service (en italien : Croce per anzianità di servizio militare) est une décoration d'ancienneté du royaume d'Italie, conservée par la suite sous la République italienne. Elle a  été instituée le 8 novembre 1900 à Rome sous Victor-Emmanuel III. La médaille est une décoration d'ancienneté et est attribuée simplement en récompense des années de service et non pour un quelconque mérite personnel.

## Histoire
La médaille a été instituée par le décret no 358 du 8 novembre 1900 avec l'intention de reconnaître formellement le mérite de chaque soldat ayant servi une certaine période dans les forces armées italiennes. 
La médaille remplaçait au début du XXe siècle les galons obsolètes piémontais qui se trouvaient sur les uniformes du royaume, standardisant de fait les décorations selon le style de celles italiennes au fur et à mesure du changement des uniformes.
La médaille existe en or et en argent selon les années de service accomplies, indépendamment du corps d'armée d'appartenance.

## Insignes

### Royaume d'Italie

#### Critères d'éligibilité
Il s'agit d'une médaille d'ancienneté et, en tant que telle, elle est décernée simplement en reconnaissance des années de service.
Initialement, il était divisé en trois rangs, mais en 1912, un quatrième a été ajouté :
- Croix d'argent pour les militaires ayant accompli 16 ans de service ;
- Croix d'argent surmontée d'une couronne royale pour les troupes militaires ayant accompli 25 ans de service actif, ajoutée en 1912[1] ;
- Croix d'or pour les officiers ayant accompli 25 ans de service actif
- Croix d'or surmontée d'une couronne royale pour les officiers ayant accompli 40 ans de service actif.

#### Décoration
La médaille est constituée par une croix de Malte en or ou argent selon la classe. Au centre elle comporte un disque avec sur le recto le monogramme de Victor Emmanuel III couronné et sur le verso le nombre d'années de service exprimés en chiffres romains. 
La croix d'argent pour les sous-officiers et hommes de troupe avec 25 ans de service et la croix en or pour les officiers avec 40 ans de service n'était pas soutenue par le classique anneau, mais par un support constitué par la couronne royale d'Italie en argent ou en or selon la classe.
Le ruban est de couleur verte avec une bande blanche au milieu et au centre une couronne différente selon le grade.
| Rubans                                                 |                                                                             |                                    |                                                         |
| Croix d'argent pour sous-officiers et troupes (16 ans) | Croix d'argent avec couronne royale pour sous-officiers et troupes (25 ans) | Croix d'or pour officiers (25 ans) | Croix d'or avec couronne royale pour officiers (40 ans) |

### République italienne

#### Adaptation de la législation
Cette législation est restée en vigueur même après la chute de la monarchie et la naissance de la République italienne.
La première version "républicaine" de la médaille n'a été officiellement définie qu'en 1953, lorsque le monogramme royal "VE" a été remplacé par le "RI" républicain et que les couronnes au-dessus des croix ont été supprimées et remplacées par une étoile sur le ruban.
Avec la réforme de 1966, il a été établi que la croix d'ancienneté de service était attribuée aux officiers, sous-officiers et soldats de troupe de l'armée de terre, de la marine et de l'armée de l'air et avait les grades suivants :
Officiers et sous-officiers
- 40 ans de service : croix d'or avec étoile ;
- 25 ans de service : croix d'or ;
- 16 ans de service : croix d'argent ;

Troupes soldats
- 25 ans de service : croix d'argent avec étoile ;
- 16 ans de service : croix d'argent.

#### Décoration
La médaille est constituée par une croix de Malte en or ou argent selon la classe, avec au centre un disque comportant au recto le monogramme de la République italienne et sur le verso le nombre d'années de service inscrits en chiffres romains.
Le ruban est de couleur verte avec une bande blanche au milieu avec au centre une couronne civique ou une étoile en métal différent selon le grade.
| Rubans                                                            |                                      |                                                      |                                                      |
| Croix d'argent pour officiers, sous-officiers et troupes (16 ans) | Croix d'argent pour troupes (25 ans) | Croix d'Or pour officiers et sous-officiers (25 ans) | Croix d'Or pour officiers et sous-officiers (40 ans) |

##### Réforme de 2010
Avec le décret législatif n° 66 de 2010, toute la législation existante a été abrogée (art. 2268) et absorbée (art. 1464) dans les articles 857 et 858 du Règlement sans modifications substantielles.
À moins que l'utilisation d'insignes métalliques ne soit expressément prévue, les soldats peuvent porter des rubans sans leurs médailles ou leurs croix.
| Rubans                                                                             |                                                                                 |                                                      |                                                      |
| Croix d'argent pour les officiers, sous-officiers, diplômés et militaires (16 ans) | Croix d'argent avec étoile pour les diplômés et le personnel militaire (25 ans) | Croix d'Or pour officiers et sous-officiers (25 ans) | Croix d'Or pour officiers et sous-officiers (40 ans) |

## Sources
- (it) Cet article est partiellement ou en totalité issu de l’article de Wikipédia en italien intitulé « Croce per anzianità di servizio militare » (voir la liste des auteurs).